# Rorippa sphaerocarpa
Rorippa sphaerocarpa là một loài thực vật có hoa trong họ Cải. Loài này được (A. Gray) Britton miêu tả khoa học đầu tiên năm 1894.